# Кицмей Тарас Володимирович
Тарас Володимирович Кицме́й (нар. 2 серпня 1966, селище Микулинці, Теребовлянський район, Тернопільська область) — український підприємець, науковець, економіст і громадський діяч. Президент корпорації SoftServe. Заслужений економіст України. Голова правління Асоціації «Інформаційні технології України». Член сенату Українського католицького університету.

## Освіта і наукові звання
- 1990 — закінчив Львівський національний університет ім. І. Франка за спеціальністю «прикладна математика»
- 1993 — закінчив бізнес школу, яку організувала американська компанія General Electric.
- 1994 — здобув науковий ступінь кандидата фізико-математичних наук у Київському інституті прикладної інформатики, тема дисертації «Представлення нечіткої інформації в базах даних реляційного типу».
- 2012 — закінчив Гарвардську школу бізнесу, Програму управління для власників/президентів англ. Owner/President Management Program (OPM).

## Кар'єра
- 1992—2002 — викладач кафедри електронних обчислювальних машин Національного університету «Львівська політехніка»
- З 1997 — очолює корпорацію SoftServe (Софтсерв)
- У 2013 — поступився постом гендиректора найманому менеджерові зі США Алану Гарлану.

## Відзнаки
- «Заслужений економіст України» (2008)
- Орден Лева (5 травня 2018) — за високий професіоналізм, вагомий особистий внесок у розвиток сучасної ІТ-індустрії, ефективне впровадження передових технологій і утвердження позитивного іміджу міста Львова на національному і міжнародному рівнях[1][2].
- В 2020 потрапив в сотню найбагатших українців за версією Forbes (журнал).[3]
- В 2021 році журнал «НВ» віддав Тарасу Кицмею 42 місце в рейтингу «ТОП 100 найбагатших українців». Його статки склали 245 мільйонів доларів[4].
- Почесний доктор Львівської політехніки (2024)[5].

## Різне
Хобі: футбол, лижі, плавання.
Член Ради з питань підтримки підприємництва — консультативно-дорадчого органу при Президентові України (з 27 червня 2025).